# Gluck (peintre)
Pour les articles homonymes, voir Gluck (homonymie).
Gluck, née Hannah Gluckstein le 13 août 1895 à Londres et morte le 10 janvier 1978 à Steyning, est une peintre britannique.

## Biographie

### Famille et jeunesse
Gluck grandit dans une riche famille juive à Londres, en Angleterre. Son père est Joseph Gluckstein, dont les frères Isidore et Montague ont fondé J. Lyons and Co. (en), un café et un empire de la restauration britannique. La mère américaine de Gluck, Francesca Halle, est une chanteuse d'opéra. Le frère cadet de Gluck, sir Louis Gluckstein, est un politicien conservateur.
Gluck est élevée à la Dame School à Swiss Cottage jusqu'en 1910, puis à la St Pauls Girls School à Hammersmith jusqu'en 1913. Cette année-là, Gluck reçoit une étoile d'argent de la Royal Drawing Society. Elle fréquente la St John's Wood Art School (en) entre 1913 et 1916 avant de déménager à Lamorna dans la vallée ouest des Cornouailles et d'y rejoindre une colonie d'artistes,. Gluck déménage à Cornwall avec une collègue étudiante en art, également sa compagne, E.M Craig (1893-1968), connue sous son nom de famille Craig. On sait peu de choses sur Craig, mais leur relation a eu un fort impact sur Gluck, qui, plus tard, mentionnait fréquemment la manière dont les deux s'étaient enfuies ensemble. En 1918, le couple emménage à Londres, à l'origine dans un appartement sur Finchley Road (en), puis dans un studio à Earl's Court et, pendant un certain temps, dans un studio à Lamorna.

### Individualité et début de carrière
Au sein de la communauté artistique de Lamorna, Gluck commence à adopter une apparence masculine et défie les normes de la mode et du genre. En 1916, Alfred Munnings peint Gluck fumant une pipe. Elle insiste pour se faire appeler Gluck, « pas de préfixe, de suffixe ou de guillemets », et lorsqu'une société artistique dont elle était vice-présidente identifie Gluck comme « Miss Gluck » sur son papier à en-tête, elle en démissionne. Bien que l’artiste préfère ce pseudonyme dans la sphère publique, ses amis proches l’appellent Peter. En 1923-1924, Romaine Brooks peint le portrait de Gluck et l'intitule Peter, une jeune fille anglaise (Washington, Smithsonian American Art Museum). Gluck n’est rattachée à aucune école ni mouvement artistique et ne présente son travail que dans des expositions individuelles. Le travail de l'artiste est exposé dans des cadres spécifiques que Gluck a inventé et breveté en 1932. Ce cadre s’élève du mur en trois niveaux — peint ou tapissé — pour correspondre au mur sur lequel il est accroché, conçu afin que les peintures de l'artiste semblent faire partie de l'architecture de la pièce.

### Années 1920 et 1930
Dans les années 1920 et 1930, Gluck se fait connaître pour ses portraits et ses peintures florales ; ces derniers deviennent les préférés de la décoratrice d'intérieur Syrie Maugham. En octobre 1924, Gluck présente pour la première fois une exposition individuelle de 56 tableaux aux Dorien Leigh Galleries de South Kensington à Londres. En 1925, elle peint une série d'œuvres représentant des scènes de théâtre montrées à l'exposition « Stage and Country », à la Fine Art Society de Londres en 1926. Cette année-là, son père achète Bolton House à West Hampstead, où Gluck s’installe jusqu'en 1939 avec une femme de ménage, un cuisinier et une femme de chambre. En 1928, elle partage Bolton House avec l'auteure et la personnalité mondaine Sybil Cookson. En 1931, l'architecte Edward Maufe conçoit et construit un studio pour la maison. L'année suivante, Gluck présente une autre exposition personnelle intitulée Diverse Paintings à la Fine Art Society et engage également une relation avec la fleuriste britannique Constance Spry, dont le travail inspire les peintures de l'artiste,. En 1934, Gluck et Spry vivent quelque temps à Hammamet en Tunisie.

### Medallion
En mai 1936, Gluck passe un weekend avec Nesta Obermer dans la maison de la famille Obermer, Mill House à Plumpton dans l'est de Sussex, et déclarera plus tard le 25 mai comme la date du jour de leur mariage. Gluck met fin à sa relation avec Spry et commence une relation avec Nesta. L'un de ses tableaux les plus connus, Medallion, est un double portrait de Gluck et Nesta Obermer, inspiré par une nuit de 1936 où le couple assiste à l'opéra Don Giovanni de Mozart. Selon Diana Souhami, la biographe de Gluck : « Elles se sont assises ensemble au troisième rang et ont ressenti que l'intensité de la musique les avait fusionnés en une seule personne et correspondait à leur amour. » Gluck appelle l'image YouWe. Cette œuvre illustra par la suite la couverture de The Well of Loneliness dans une édition de 1982 de Virago Press. Virago a réimprimé le livre huit fois en autant d'années, ce qui fait de Medallion l'une des représentations les plus célèbres d'une relation lesbienne,.

### Hiatus de trente ans
Alors que les premières œuvres de Gluck sont accueillies positivement par les critiques et le public dans les années 1920 et 1930, le travail de l'artiste perd de sa popularité pendant l’entre-deux-guerres. De concert avec la fin de sa relation amoureuse avec Nesta, la carrière artistique de Gluck s’éteint pendant une période de trente ans. Jusqu'à ce que l’artiste ressente un regain d'énergie créative à la fin des années 1960.

### Dernières années
En 1937, Gluck expose à Londres à la Fine Art Society un ensemble de 33 peintures, dont Medallion. Cette exposition est honorée d'une visite de la reine. En septembre 1939, Gluck ferme Bolton House, qui était alors réquisitionnée par les services d'incendie auxiliaires pour service en temps de guerre, et déménage dans un chalet près de la maison d'Obermer à Plumpton.
Elle rencontre Edith Shackleton Heald en 1943. Le couple prend des vacances à Brighton et à Lyme Regis dans le Dorset. En 1944, Gluck déménage à Chantry House à Steyning dans le Sussex, pour vivre avec Heald. Le couple partage la maison avec Nora, la sœur de Shackleton Heald, et y restera jusqu'à la mort d'Edith en 1976. En 1944, Gluck expose à la Steyning Grammar School de Sussex. En 1945, elle vend Bolton House mais conserve le studio que l'artiste continu à utiliser jusqu'en 1949, date à laquelle elle vend cette partie de la propriété à Ithell Colquhoun.
Dans les années 1950, insatisfaite des tubes de peintures disponibles à cette époque, Gluck commence une « guerre de la peinture » afin d'augmenter leur qualité. Finalement, elle persuade la British Standards Institution de créer une nouvelle norme pour les peintures à l'huile ; toutefois, cette campagne prend tout le temps et l'énergie de Gluck qui met alors de côté sa pratique de la peinture pendant plus d'une décennie. Pendant ce temps là, Gluck et Edith acquièrent leur deuxième maison à Dolphin Cottage, à Lamorna.
Gluck commence à utiliser des peintures spéciales faites à la main, fournies gratuitement par un fabricant qui avait relevé le défi de correspondre aux normes exigeantes de l'artiste. Elle présente ses œuvres dans une nouvelle exposition personnelle qui est bien accueillie. C'est sa première exposition depuis 1944, et aussi la dernière. 
Le dernier grand travail de Gluck, commencé en 1970 et achevé en 1973, est la peinture d'une tête de poisson en décomposition sur la plage intitulée Rage, Rage against the Dying of the Light[réf. nécessaire].
En 1977, elle fait don de 57 articles au musée et galerie d'art de Brighton, y compris des vêtements, des accessoires et des œuvres en relation à son séjour en Tunisie. Elle meurt le 10 janvier 1978 à Steyning dans le Sussex.
Deux ans après sa mort, la Fine Art Society organise une exposition commémorative de six semaines qui inclut 45 peintures de Gluck.
Des historiens ont déclaré que « Gluck had the ability to be an exceptional artist… [She] destroyed quite a bit of [her] own work, but from the limited number of pictures available, there are some […] that no illustration can prepare you for. ».